# (5732) 1988 WC
1988 دابليو سي (ويعرف أيضًا باسم (5732) 1988 دابليو سي وفق تسمية الكوكب الصغير) (بالإنجليزية: 1988 WC)‏ هو كويكب ضمن حزام الكويكبات؛ وترتيبه 5732 من حيث الاكتشاف.
اكتُشف هذا الجُرم الفلكي بواسطة هيروشي موري في 29 نوفمبر 1988.

## وصلات خارجية
- (5732) 1988 WC في قاعدة بيانات مختبر الدفع النفاث لأجرام النظام الشمسي الصغيرة

- الاكتشاف · مخطط المدار ·  العناصر المدارية · المعلمات المادية

- (5732) 1988 WC على موقع ويكي سكاي: DSS2, SDSS, GALEX, IRAS, Hydrogen α, X-Ray, Astrophoto, Sky Map, Articles and images